# Magnetozom

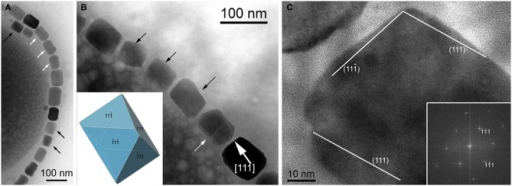
Magnetozomi conținători de magnetit în Gammaproteobacteria SS-5.

Magnetozomii sunt structuri membranoase prezente în bacteriile magnetotactice. Aceștia conțin particule magnetice bogate în fier care sunt închise într-o membrană lipidică bistratificată. Fiecare magnetozom conține adesea între 15 și 20 de cristale de magnetit care formează un lanț, acționând ca un ac de busolă cu rolul de a orienta bacteriile magnetotactice în câmpurile geomagnetice, simplificând astfel căutarea mediilor microaerofile favorizate. Cercetările recente au arătat că magnetozomii sunt invaginații ale membranei interne și nu vezicule independente.